# Shaun Pearce
Shaun Pearce (Reading, 13 de diciembre de 1969) es un deportista británico que compitió en piragüismo en la modalidad de eslalon. Ganó cuatro medallas en el Campeonato Mundial de Piragüismo en Eslalon entre los años 1991 y 1997.

## Palmarés internacional
| Campeonato Mundial | Campeonato Mundial       | Campeonato Mundial | Campeonato Mundial |
| Año                | Lugar                    | Medalla            | Competición        |
| ------------------ | ------------------------ | ------------------ | ------------------ |
| 1991               | Tacen (Yugoslavia)       | Medalla de oro     | K1 individual      |
| 1993               | Mezzana (Italia)         | Medalla de oro     | K1 por equipos     |
| 1995               | Nottingham (Reino Unido) | Medalla de bronce  | K1 por equipos     |
| 1997               | Três Coroas (Brasil)     | Medalla de oro     | K1 por equipos     |